# 车木河水库
车木河水库是中国云南省昆明市安宁市境内的一座水库，位于鸣矣河上游干流车木河上，建于1958年。水库正常库容为1605万立方米，集雨面积为190平方千米，海拔为1833米。
车木河水库是安宁市城市集中式饮用水源地，是一座以工业用水和城市生活饮用水为主，兼顾农业生产灌溉综合利用的中型水库。水库区域包括双河磨南德水源林保护区范围内，总面积为316.67平方公里，其中安宁市境内面积为157.33平方公里，水库总库容4840万立方米，年均产水量4480万立方米。为了加强车木河水库饮用水源地生态环境保护，改善水质，确保饮用水安全，2008年，安宁市政府在水库入库口温水村下游投资建设176755平方米人工湿地。湿地工程主要包括5级表流湿地、3道应急泄洪闸和500米观景廊道。其中净水植物面积不少于200亩，栽种10余种水生植物及乔木。